# Фёдоровка (Никольская поселковая община)
Фёдоровка (укр. Федорівка) — село на Украине, находится в Никольском районе Донецкой области. Вблизи села находится одно из немногих лесных насаждений Приазовья — Фёдоровский лес. Основано немцами-меннонитами (см. Мариупольский меннонитский округ), как колония Фридрихсталь.
Код КОАТУУ — 1421781805. Почтовый индекс — 87024. Телефонный код — 6246.

## Население
- 1859 — 107 чел.
- 1908 — 292 чел.
- 2001 — 520 чел. (перепись)

В 2001 году родным языком назвали:
- украинский язык — 331 чел. (63,65 %)
- русский язык — 187 чел. (35,96 %)
- греческий язык — 1 чел. (0,19 %)
- болгарский язык — 1 чел. (0,19 %)

## Адрес местного совета
87023, Донецкая область, Никольский р-н, с. Зелёный Яр, ул. Молодижна, 11, 9-37-28